# Mistrzostwa Świata w Lekkoatletyce 2015 – sztafeta 4 × 400 m mężczyzn
Sztafeta 4 × 400 metrów mężczyzn – jedna z konkurencji biegowych drużynowych rozegranych podczas lekkoatletycznych mistrzostw świata na Stadionie Narodowym w Pekinie.
Tytuł mistrzowski obronili Amerykanie.

## Terminarz
| Data        | Godzina |            |
| ----------- | ------- | ---------- |
| 29 sierpnia | 10:40   | Eliminacje |
| 30 sierpnia | 20:25   | Finał      |

## Rekordy
Tabela prezentuje rekord świata, rekordy poszczególnych kontynentów, mistrzostw świata, a także najlepszy rezultat na świecie w sezonie 2015 przed rozpoczęciem mistrzostw.
|                            | Zawodnik                                                                                   | Wynik   | Miejsce     | Data                  |
| -------------------------- | ------------------------------------------------------------------------------------------ | ------- | ----------- | --------------------- |
| Rekord świata              | Stany Zjednoczone · (Andrew Valmon, Quincy Watts, Harry Reynolds, Michael Johnson)         | 2:54,29 | Stuttgart   | 22 sierpnia 1993(dts) |
| Rekord mistrzostw świata   | Stany Zjednoczone · (Andrew Valmon, Quincy Watts, Harry Reynolds, Michael Johnson)         | 2:54,29 | Stuttgart   | 22 sierpnia 1993(dts) |
| Listy światowe             | Stany Zjednoczone · (David Verburg, Tony McQuay, Jeremy Wariner, LaShawn Merritt)          | 2:58,43 | Nassau      | 3 maja 2015(dts)      |
| Rekord Afryki              | Nigeria · (Clement Chukwu, Jude Monye, Sunday Bada, Enefiok Udo-Obong)                     | 2:58,68 | Sydney      | 30 września 2000(dts) |
| Rekord Azji                | Japonia · (Shunji Karube, Kōji Itō, Jun Osakada, Shigekazu Omori)                          | 3:00,76 | Atlanta     | 3 sierpnia 1996(dts)  |
| Rekord Ameryki Północnej   | Stany Zjednoczone · (Andrew Valmon, Quincy Watts, Butch Reynolds, Michael Johnson)         | 2:54,29 | Stuttgart   | 22 sierpnia 1993(dts) |
| Rekord Ameryki Południowej | Brazylia · (Eronilde de Araújo, Cleverson da Silva, Claudinei da Silva, Sanderlei Parrela) | 2:58,56 | Winnipeg    | 30 lipca 1999(dts)    |
| Rekord Europy              | Wielka Brytania · (Iwan Thomas, Mark Richardson, Jamie Baulch, Roger Black)                | 2:56,60 | Atlanta     | 3 sierpnia 1996(dts)  |
| Rekord Australii i Oceanii | Australia · (Bruce Frayne, Gary Minihan, Rick Mitchell, Darren Clark)                      | 2:59,70 | Los Angeles | 11 sierpnia 1984(dts) |

## Minima kwalifikacyjne
Aby zakwalifikować się do mistrzostw, należało znaleźć się w ósemce najlepszych sztafet zawodów 2014 roku lub ośmiu najlepszych sztafet na światowych listach według rankingu czasów (zaliczano wyniki uzyskane w okresie od 1 stycznia 2014 do 10 sierpnia 2015). Z prawa wystawienia sztafety zrezygnowali Niemcy.

## Rezultaty

### Eliminacje
Awans: Pierwsze trzy reprezentacje z każdego biegu (Q) + dwie z najlepszymi czasami (q).
| Pozycja | Bieg | Tor | Reprezentacja     | Zawodnicy                                                                    | Czas    | Uwagi   |
| ------- | ---- | --- | ----------------- | ---------------------------------------------------------------------------- | ------- | ------- |
| 1.      | 2    | 6   | Stany Zjednoczone | Kyle Clemons, Tony McQuay, Bryshon Nellum, Vernon Norwood                    | 2:58,13 | Q,      |
| 2.      | 2    | 2   | Trynidad i Tobago | Renny Quow, Jarrin Solomon, Deon Lendore, Lalonde Gordon                     | 2:58,67 | Q,      |
| 3.      | 2    | 8   | Jamajka           | Peter Matthews, Ricardo Chambers, Dane Hyatt, Javon Francis                  | 2:58,69 | Q,      |
| 4.      | 1    | 8   | Wielka Brytania   | Rabah Yousif, Delano Williams, Jarryd Dunn, Martyn Rooney                    | 2:59,05 | Q,      |
| 5.      | 1    | 2   | Belgia            | Dylan Borlée, Jonathan Borlée, Antoine Gillet, Kévin Borlée                  | 2:59,28 | Q,      |
| 6.      | 1    | 7   | Francja           | Mame-Ibra Anne, Teddy Atine-Venel, Mamoudou Hanne, Thomas Jordier            | 2:59,42 | Q,      |
| 7.      | 1    | 3   | Rosja             | Artiom Dienmuchamietow, Pawieł Trienichin, Dienis Kudriawcew, Pawieł Iwaszko | 2:59,45 | q,      |
| 8.      | 2    | 7   | Kuba              | William Collazo, Raidel Acea, Adrian Chacón, Yoandys Lescay                  | 2:59,80 | q,      |
| 9.      | 2    | 3   | Botswana          | Onkabetse Nkobolo, Nijel Amos, Leaname Maotoanong, Isaac Makwala             | 2:59,95 | NR      |
| 10.     | 2    | 5   | Dominikana        | Gustavo Cuesta, Yon Soriano, Juander Santos, Luguelín Santos                 | 3:00,15 | NR      |
| 11.     | 1    | 9   | Polska            | Łukasz Krawczuk, Michał Pietrzak, Rafał Omelko, Jakub Krzewina               | 3:00,72 | SB      |
| 12.     | 2    | 4   | Brazylia          | Pedro Luiz de Oliveira, Wagner Cardoso, Hederson Estefani, Hugo de Sousa     | 3:01,05 |         |
| 13.     | 2    | 9   | Irlandia          | Brian Gregan, Brian Murphy, Thomas Barr, Mark English                        | 3:01,26 | NR      |
| 14.     | 1    | 5   | Wenezuela         | Alberth Bravo, José Meléndez, Arturo Ramírez, Freddy Mezones                 | 3:02,96 | SB      |
| 15.     | 1    | 4   | Japonia           | Tomoya Tamura, Yuzo Kanemaru, Naoki Kobayashi, Takamasa Kitagawa             | 3:02,97 | SB      |
| –       | 1    | 6   | Bahamy            | Steven Gardiner, Michael Mathieu, Alonzo Russell, Ramon Miller               | DQ      | R163.3a |

### Finał
| Pozycja | Tor | Reprezentacja     | Zawodnicy                                                                    | Czas    | Uwagi |
| ------- | --- | ----------------- | ---------------------------------------------------------------------------- | ------- | ----- |
| 01 !    | 7   | Stany Zjednoczone | David Verburg, Tony McQuay, Bryshon Nellum, LaShawn Merritt                  | 2:57,82 | WL    |
| 02 !    | 4   | Trynidad i Tobago | Renny Quow, Lalonde Gordon, Deon Lendore, Machel Cedenio                     | 2:58,20 | NR    |
| 03 !    | 6   | Wielka Brytania   | Rabah Yousif, Delano Williams, Jarryd Dunn, Martyn Rooney                    | 2:58,51 | SB    |
| 4.      | 9   | Jamajka           | Peter Matthews, Ricardo Chambers, Rusheen McDonald, Javon Francis            | 2:58,51 | SB    |
| 5.      | 5   | Belgia            | Jonathan Borlée, Robin Vanderbemden, Kévin Borlée, Antoine Gillet            | 3:00,24 |       |
| 6.      | 8   | Francja           | Mame-Ibra Anne, Teddy Atine-Venel, Mamoudou Hanne, Thomas Jordier            | 3:00,65 |       |
| 7.      | 3   | Kuba              | William Collazo, Raidel Acea, Adrián Chacón, Yoandys Lescay                  | 3:03,05 |       |
| 8.      | 2   | Rosja             | Artiom Dienmuchamietow, Pawieł Trienichin, Dienis Aleksiejew, Pawieł Iwaszko | 3:03,05 |       |